# IC 3911
IC 3911 ist ein optisches Galaxienpaar im Sternbild Jagdhunde am Nordsternhimmel.
Das Objekt wurde am 21. März 1903 von Max Wolf entdeckt.